# Abraham Preminger
Abraham Preminger (ur. 2 października 1918 w Jarosławiu, zm. 30 kwietnia 1946 pod Płowcami) – polski Żyd, żołnierz Armii Czerwonej, kapitan Ludowego Wojska Polskiego.

## Życiorys

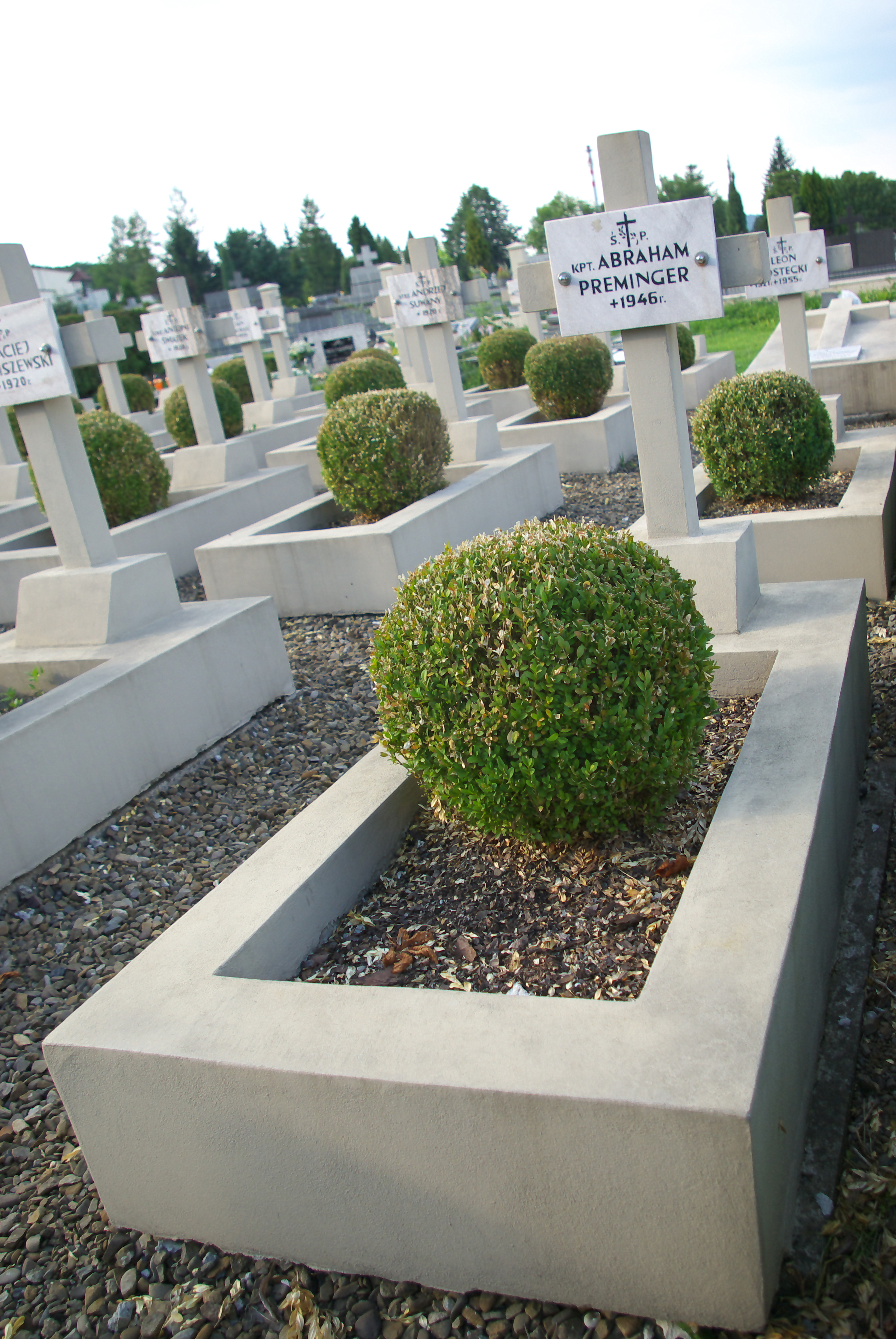
Nagrobek Abrahama Premingera w Sanoku

Urodził się w rodzinie żydowskiej jako syn Mendla (według innego źródła: Mojżesza). Po wybuchu II wojny światowej od 1939 do 1941 był studentem Akademii Medycyny Weterynaryjnej we Lwowie. Po ataku Niemiec na ZSRR od 27 czerwca 1941 służył w Armii Czerwonej: jako szeregowiec w Głównym Artyleryjskim Składzie 1420 w ramach 12 Armii, jako plutonowy w Oddziale Operacyjnym Sztabu Artylerii Krymskiego Frontu, jako sierżant w Głównym Artyleryjskim Składzie 1420 w ramach 44 Armii, później na stanowisku naczelnika odcinka bojowego w samodzielnym batalionie NKWD Budowy Kolei Saratów – Stalingrad. Brał udział w obronie Sewastopola.
26 grudnia 1944 wstąpił do Ludowego Wojska Polskiego. Absolwent Centralnej Szkoły Polityczno-Wychowawczej w Lublinie z marca 1945 awansowany do stopnia podporucznika, a 11 lipca 1945 mianowany porucznikiem. 4 sierpnia 1945 został instruktorem personalnym Wydziału Polityczno-Wychowawczego 11 Dywizji Piechoty. W grudniu 1945 został awansowany do stopnia kapitana i mianowany na stanowisko zastępcy szefa Wydziału Polityczno-Wychowawczego 8 Drezdeńskiej Dywizji Piechoty. Został zastępcą dowódcy dywizji ds. polityczno-wychowawczego.
30 kwietnia 1946 wziął udział w pościgu za członkami samodzielnego batalionu operacyjnego NSZ „Zuch” kapitana Antoniego Żubryda, po zatrzymaniu przez nich pięciu funkcjonariuszy Powiatowego Urzędu Bezpieczeństwa Publicznego (PUBP) w Lesku (egzekucji tych funkcjonariuszy dokonywali sam Żubryd i Michał Oleksiak). Po niepowodzeniu pościgu za partyzantami Abraham Preminger udał się furmanką w drogę powrotną do Sanoka; towarzyszyły mu dwie osoby – żołnierz i funkcjonariusz UB. W okolicach Płowiec, na leśnej drodze, został zastrzelony przez innych członków partyzantki (mieli być nimi ppor. Tadeusz Lipski vel Puchacz i chor. Henryk Książek – obaj wcześniejsi dezerterzy z 32 pułku piechoty). Obaj mieli dokonać egzekucji z własnej woli, a następnie, w wyjaśnieniach złożonych swojemu dowódcy, podać, że Preminger był dla nich „nieprzyjacielem i Żydem”. Według innej wersji dokonanie egzekucji miał rozkazać sam Żubryd, który ponadto pozbawił Premingera broni, oraz munduru, oddając go swojemu podkomendnemu, a także zerwał kapitanowi Medal „Za zwycięstwo nad Niemcami w Wielkiej Wojnie Ojczyźnianej 1941–1945” (autorzy Artur Bata i Benedykt Gajewski w publikacjach z 1987 konsekwentnie podawali tożsamość Adam Preminger).
Zdjęcie Abrahama Premingera w trumnie na katafalku zostało opublikowane w obszernym artykule pt. Wojsko łamie terror NSZ, banderowców i spółki, opublikowanym na łamach tygodnika ilustrowanego „Żołnierz Polski” w czerwcu 1946. Abraham Preminger został pochowany na terenie Cmentarza Centralnego w Sanoku, w kwaterze żołnierzy i oficerów Wojska Polskiego poległych w walkach o wyzwolenie w latach 1918–1948. Wkrótce żołnierze oddziału „Zuch” podjęli nieudaną próbę wykopania zwłok kpt. Premingera na cmentarzu; 18 maja 1946 podczas tzw. rajdu żubrydowców w Sanoku ich pobyt w mieście zakończył się potyczką z funkcjonariuszami Powiatowego Urzędu Bezpieczeństwa Publicznego (PUBP) w Sanoku, w wyniku których śmierć poniósł zastępca dowódcy 8 Drezdeńskiej Dywizji Piechoty ppłk Teodor Rajewski.

## Odniesienia
W powieści Łuny w Bieszczadach autorstwa Jana Gerharda pojawia się postać majora Premingera.

## Odznaczenia
- Krzyż Walecznych – pośmiertnie
- Srebrny Krzyż Zasługi (1946)
- Srebrny Medal Zasłużonym na Polu Chwały
- Medal „Za zwycięstwo nad Niemcami w Wielkiej Wojnie Ojczyźnianej 1941–1945” (ZSRR)
- Medal za Obronę Sewastopola (ZSRR)